# Meagen Burnett
Meagen Burnett (* 21. Januar 1974) ist eine ehemalige südafrikanische Badmintonspielerin.

## Karriere
Meagen Burnett gewann bei der Badminton-Afrikameisterschaft 1998 Silber im Damendoppel. Bei den Mauritius International war sie 1995 erfolgreich, bei den South Africa International 1998 und 1999. 1997 und 1999 nahm sie an den Badminton-Weltmeisterschaften teil.

### Sportliche Erfolge
| Saison | Veranstaltung              | Disziplin   | Platz | Name                              |
| ------ | -------------------------- | ----------- | ----- | --------------------------------- |
| 1995   | Mauritius International    | Damendoppel | 1     | Michelle Edwards / Meagen Burnett |
| 1998   | South Africa International | Mixed       | 1     | Jonas Rasmussen / Meagen Burnett  |
| 1998   | South Africa International | Damendoppel | 1     | Meagen Burnett / Michelle Edwards |
| 1999   | South Africa International | Dameneinzel | 1     | Meagen Burnett                    |